# Július Barč-Ivan
Július Barč-Ivan (ur. 1 maja 1909 w Krompachach, zm. 25 grudnia 1953 w Martinie) – słowacki dramaturg, prozaik i eseista. 
Z wykształcenia prawnik i teolog ewangelicki. W 1935–1941 pastor w Pozdisovcach, od 1942 pracownik Biblioteki Macierzy Słowackiej w Martinie. Reformator słowackiego dramatu. Za życia niezrozumiany, inscenizacje jego dzieł nie oddawały fideistycznych podtekstów. Obecnie odkrywany na nowo.

## Ważniejsze dzieła
- 3000 ľudí (wystawiane w 1934, wydane w 1935)
- Človek, ktorého zbili (1936, Człowiek, którego zabili)
- Pevec boží (1936, Boży piewca), inspirowane życiem Jerzego Trzanowskiego
- Diktátor (wystawione w 1938, w którym protestował przeciw dyktaturze i faszyzmowi)
- Predposledný život (1940, Przedostatnie życie)
- Neznámy (1944)
- Dvaja (1945, Dwaj)
- Koniec (1948)
- Železné ruky (1948, Żelazne ręce)
- Poeta Laureatus (1950, w którym domagał się wolność autorskiej).
- Úsmev bolesti (1968, Uśmiech bólu)
- Cesta myšlienky (1971, Droga myśli)